# Stołąż (przystanek kolejowy)
Stołąż – zlikwidowany przystanek gryfickiej kolei wąskotorowej w Stołążu, w województwie zachodniopomorskim, w Polsce. Przystanek został zamknięty w 1991 roku.